# Dương Đại Nhãn
Dương Đại Nhãn (chữ Hán: 杨大眼; ? - ?), là người dân tộc Đê (chữ Hán: 氐), danh tướng nhà Bắc Ngụy thời Nam Bắc triều trong lịch sử Trung Quốc.

## Thân thế

### Xuất thân
Gia tộc của ông đời đời sống ở Cừu Trì. Ông nội là Dương Nan Đương, là quý tộc của tộc Đê, ban đầu nhận làm Phiên của nhà Lưu Tống, được phong Quán quân tướng quân, Tần Châu thứ sử, Vũ Đô Vương, vì bất hòa với thứ sử 2 châu Lương, Nam Tần nhà Lưu Tống là Chân Pháp Hộ, nên đầu hàng Bắc Ngụy, được bái làm Chinh Nam tướng quân, Mục của 2 châu Tần, Lương, Nam Tần vương. Dương Đại Nhãn vì thế xuất thân từ một gia tộc cường hào.
Nhưng khi Dương Đại Nhãn sinh ra thì gia đình ông ta đã không còn địa vị tôn quý. Vào giữa những năm Thái Hòa (477 – 499) nhà Bắc Ngụy, cha ông ta phụng mệnh đến triều đình làm quan, nên dời cả nhà đến ở đô thành Lạc Dương. Cho đến lúc này, địa vị của gia đình Dương Đại Nhãn vẫn không được thay đổi, cuộc sống rất đỗi nghèo khổ. Nhưng chính nhờ ý chí được rèn giũa trong sinh hoạt gian khổ, Dương Đại Nhãn đã thành tài.
Ông ta từ khi còn trẻ đã có đảm khí, nhanh nhẹn khác thường, chạy nhảy như bay, luyện được một thân công phu tuyệt thế.

### Tự tiến
Vào lúc Bắc Ngụy Hiếu Văn Đế chuẩn bị nam phạt, lệnh cho thượng thư Lý Xung tuyển chọn đề bạt quan tướng, Dương Đại Nhãn đến gặp ông ta tự tiến.
Vì Dương Đại Nhãn không có danh tiếng gì, Lý Xung không thèm nhìn đến, Dương Đại Nhãn bèn khẩn thiết nói rằng: "Ngài thượng thư không biết rõ tôi, xin để tôi ra một ngón nghề cho ngài xem." Rồi lấy một sợi dây thừng dài hơn 3 trượng, buộc vào trên búi tóc, bon chân mà chạy, mới thấy "thừng thẳng như tên, ngựa ruổi không kịp", người xem đều lớn tiếng hoan hô. Lý Xung thấy vậy, rất vui vẻ nói: "Ngàn năm trăm năm nay, chưa từng có ai chạy nhanh như người này." Rồi ủy nhiệm Dương Đại Nhãn làm Quân chủ.
Dương Đại Nhãn nói với đồng liêu: "Ta đến hôm nay, cũng như giao long gặp nước, chỉ một cú này, cuối cùng sẽ không đứng ngang hàng các ông rồi." Chỉ một lời này, đã nói ra lý tưởng to lớn của Dương Đại Nhãn.
Vì Dương Đại Nhãn rất có năng lực chỉ huy, nhiệm chức Quân chủ không lâu, được thăng làm Thống quân, theo Hiếu Văn Đế nam chinh đánh Uyển, Diệp, Nhương, Đặng, Cửu Giang, Chung Li. Mỗi lần chiến đấu, Dương Đại Nhãn đều xung sát đi trước, không khi nào là không dũng mãnh trùm ba quân.

## Trong chiến tranh Nam Tề - Bắc Ngụy
Tháng 3 năm 478, Dương Đại Nhãn cùng Trấn nam tướng quân Vương Túc, Đại tướng quân Hề Khang Sinh soái 10 vạn bộ kỵ cứu Qua Dương, bức bách tướng nhà Nam Tề là Bùi Thúc Nghiệp chạy về Bảo Qua Khẩu, Qua Dương được cứu.
Năm 499, Tề Minh Đế Tiêu Loan băng hà, con trai là Tiêu Bảo Quyển nối ngôi. Tiêu Bảo Quyển hôn bạo hoang dâm, chính trị rối ren, xã hội hỗn loạn, lại lạm sát công thần, khiến quần thần người người đều cảm thấy nguy hiểm. Danh tướng nước Tề đang nhiệm chức Nam Duyện Châu thứ sử là Bùi Thúc Nghiệp cũng sợ gặp họa, dâng Thọ Dương hàng Ngụy. Triều đình Bắc Ngụy phái Bành Thành Vương Nguyên Hiệp, Xa kỵ tướng quân Vương Túc soái 10 vạn bộ kỵ đến Thọ Dương tiếp ứng Bùi Thúc Nghiệp. Đồng thời để phòng ngừa việc ngoài ý muốn, trong tháng 2, Bắc Ngụy Tuyên Vũ Đế phái Dương Đại Nhãn cùng Đại tướng quân Lý Sửu soái lĩnh 2000 kỵ binh đi trước vào Thọ Dương hiệp trợ phòng thủ, lại phái Thống quân Hề Khang Sinh soái 1000 quân Vũ Lâm nam hạ tăng viện. Trong hành động quân sự lần này, Dương Đại Nhãn chỉ huy có phương pháp, bố trí phòng ngự chắc chắn, được phong làm An Thành huyện  Khai Quốc Tử, thực ấp 300 hộ, lại được cất nhắc làm Trực các tướng quân, không lâu sau, lại được gia phong làm Phụ quốc tướng quân, Du kích tướng quân.
Sau đó, ông ra nhậm chức Đông Kinh Châu thứ sử. Gặp lúc thủ lĩnh người Man là Phàn Tú An khởi binh chống lại Bắc Ngụy, Tuyên Vũ Đế lệnh cho Dương Đại Nhãn theo đô đốc Lý Sùng chinh thảo. Năm 504, ông phá được quân nổi dậy, đất ấy bình định xong.

## Trong chiến tranh Lương - Bắc Ngụy

### Lương Vũ Đế bắc phạt
Tháng 4 năm 506, thứ sử Giang Châu của nhà Lương là Vương Mậu đưa hơn một vạn quân tiến công Kinh Châu, đồng thời xúi giục biên dân Bắc Ngụy cùng các dân Man lập riêng ra Uyển Châu, để thay cho Kinh Châu mà Bắc Ngụy đã kiến lập, phối hợp với hành động quân sự nhằm phân chia lại quốc thổ với Bắc Ngụy. Tiếp theo, phái Uyển Châu thứ sử mới nhậm chức là Lôi Báo Lang, quân chủ Tào Trọng Tông… đưa hai vạn quân đánh úp được thành Hà Nam. Bắc Ngụy Tuyên Vũ Đế lấy Dương Đại Nhãn làm Vũ vệ tướng quân, Giả Bình Nam tướng quân, được giữ cờ tiết, cùng các đô đốc thống quân Tào Kính, Bỉnh Cầu, Phàn Lỗ… phản kích, đánh bại Vương Mậu, chém chết Phụ quốc tướng quân Vương Hoa, Long tương tướng quân Thân Thiên Hóa, quân nhà Lương thương vong hơn 7000 (có tài liệu chép là hơn 2000). Dương Đại Nhãn thừa thắng truy kích, tiến vào thành Hà Nam, bức bách Vương Mậu chạy về Giang Châu. Dương Đại Nhãn thẳng đường đuổi riết không tha, liên tiếp phá được 5 thành.
Trước đó vào tháng 10 năm 505, Lương Vũ Đế Tiêu Diễn dùng em trai là Thái úy Lâm Xuyên Vương Tiêu Hoành làm thống soái, hưng sư tiến công Bắc Ngụy. Tháng 4 năm 506, Bắc Ngụy lấy Trung Sơn Vương Nguyên Anh làm Chinh Nam tướng quân, đô đốc việc quân 2 châu Dương, Từ, đưa 10 vạn quân đón đánh quân nhà Lương. Tháng 5, Thái thú hữu vệ soái nhà Lương là Trương Huệ Thiệu tấn công Từ Châu , tiến đến Tú Dự , Xương Nghĩa Chi chiếm được Lương Thành . Bắc Ngụy Tuyên Vũ Đế dùng Dương Đại Nhãn làm Bình Đông tướng quân, cùng đô đốc Hình Loan phản kích quân nhà Lương. Tháng 8, Hình Loan đoạt lại Cô Sơn , Cố Thành, Vu Tuy Khẩu  đánh bại tướng nhà Lương Lam Hoài Cung, vây hãm Tú Dự. Lam Hoài Cung chạy về Thanh Thủy , đặt lũy ở bờ nam, tiếp tục chống lại quân Ngụy. Tháng 9, Dương Đại Nhãn, Hình Loan hợp binh tấn công, chém chết Lam Hoài Cung, bắt giết Lương quân hơn vạn người. Tiêu Hoành nghe tin Trung Sơn Vương Nguyên Anh cũng đến hội sư, vô cùng hoảng sợ, lập tức mở hội nghị quân sự, quyết định rút quân. Tướng Ngụy là Hề Khang Sinh nghe biết việc ấy, vội phái Dương Đại Nhãn đến chỗ Nguyên Anh cầu chiến, nói: "Người Lương từ sau khi chiếm được Lương Thành, mãi không tiến quân, tình thế này có thể thấy, họ ắt là sợ ta. Vương (Nguyên Anh) nếu như tiến đến đóng quân ở Lạc Thủy, bên kia sẽ tự thất bại." nhưng Nguyên Anh lại nói rằng: "Tiêu Lâm Xuyên (Lâm Xuyên Vương Tiêu Hoành) tuy ngốc, nhưng dưới ông ta còn có các tướng giỏi như Vi (Duệ), Bùi (Thúy), không thể xem thường. Nên quan sát hình thế, đừng vội giao phong."
Không lâu sau, Tiêu Hoành mang theo một ít kỵ binh bỏ trốn, quân nhà Lương đại bại.

### Trận Chung Li
Liên tiếp thắng lợi, Bắc Ngụy Tuyên Vũ Đế cho rằng thời cơ diệt Lương đã chín muồi, cho phép Nguyên Anh soái quân bình nam. Quân Ngụy chiếm được Mã Đầu ở phía tây Chung Li, đưa toàn bộ lương thực trong thành đều chuyển về phương bắc. Lương Vũ Đế Tiêu Diễn muốn chế ngự quân Ngụy, phái Từ Châu thứ sử Xương Nghĩa Chi đóng quân ở Chung Li. Tháng 10, Nguyên Anh và Trấn Đông tướng quân Tiêu Bảo Dần đưa quân vây đánh Chung Li. Tháng 11, Tiêu Diễn lệnh cho Hữu vệ tướng quân Tào Cảnh Tông làm đô đốc các cánh quân, đưa 20 vạn quân đến cứu Chung Li, đóng ở Đạo Nhân Châu  đợi quân các nơi cùng đến. Trận chiến Chung Li nổi tiếng trong lịch sử cuối cùng đã khai màn.
Tháng 1 năm 507, Trung Sơn Vương Nguyên Anh và Bình Đông tướng quân Dương Đại Nhãn đưa hơn 10 vạn đại quân tấn công Chung Li, dừng lại ở Thiệu Dương Châu (tây Đạo Nhân Châu), cho bắc cầu, dựng rào sang hai bên bờ sông Hoài. Nguyên Anh ở bờ nam công thành, Dương Đại Nhãn ở bờ bắc tiếp ứng, giữ đường vận lương. Khi ấy trong thành có gần 3000 quân, do Xương Nghĩa Chi đốc suất gắng sức chống lại. Thành có hào nước sâu, Ngụy quân hoặc xe chở, hoặc người vác, chuyển đất lấp hào, bày phi lâu xung xa đánh vào tường thành. Quân nhà Lương dùng đất bùn tu bổ chỗ tường bị vỡ. Quân Ngụy luân phiên xung kích, ngày đêm khổ sở, trong một ngày có hơn mười lần tấn công, đến nỗi bị quân nhà Lương sát thương hơn vạn người, mà vẫn không đánh được. Tháng 2, Ngụy Tuyên Vũ Đế cho rằng đất ấy ẩm thấp, đánh lâu mỏi mệt, không nên tiếp tục, ban chiếu cho Nguyên Anh trở về. Nguyên Anh nóng lòng cầu thắng, yêu cầu hãy khoan lui quân, cho rằng trận chiến này nhất định sẽ thắng lợi. Ngụy Tuyên Vũ Đế bèn sai Bộ binh hiệu úy Phạm Thiệu đến doanh trại của Nguyên Anh, cùng thương lượng việc công thủ. Vừa vặn khi ấy, Lương Vũ Đế mệnh cho Dự Châu thứ sử Vi Duệ từ Hợp Phì  lĩnh binh tăng viện Chung Li, chịu sự tiết chế của Tào Cảnh Tông. Tào, Vi đến đóng quân ở Thiệu Dương Châu. Trong đêm, Vi Duệ đưa quân đến trước doanh trại 20 dặm, đào hào rải chông, xây thành chia cắt (Thiệu Dương) châu, chỉ cách thành của người Ngụy hơn trăm bước chân. Đồng thời, Tào Cảnh Tông cũng phái người lẻn vào thành đưa tin, Xương Nghĩa Chi biết viện quân đã đến, dũng khí tăng mạnh. Vào lúc ấy, Dương Đại Nhãn đưa hơn 2 vạn kỵ binh ra đánh, thế công rất mạnh. Vi Duệ kết xe làm trận, Dương Đại Nhãn họp kỵ binh bao vây, Vi Duệ cho 2 ngàn nỏ mạnh đồng thời bắn ra, quân Ngụy tử thương rất nhiều, Dương Đại Nhãn cũng bị trúng tên vào cánh tay, buộc phải lui chạy. Sau đó, Nguyên Anh đưa quân ra đánh, một ngày đánh nhau mất lần, đến đêm lại đánh úp, đều bị quân nhà Lương đẩy lui. Về phía quân nhà Lương, Tào Cảnh Tông mộ riêng hơn ngàn dũng sĩ, đến phía nam lũy đất của Dương Đại Nhãn mấy dặm, cũng đẩy lùi được cuộc tấn công của quân Ngụy. Lương Vũ Đế nắm được toàn cục của cuộc chiến, khi ấy tự có ý hay, một mặt lệnh cho Tào Cảnh Tông sắp sẵn "cao hạm" cao tương đương với cầu nổi của Ngụy quân, một mặt lại mệnh cho Tào Cảnh Tông và Vi Duệ ra đánh, chia nhau đánh cầu nam và cầu bắc của Thiệu Dương Châu. Khi ấy vào tháng 3, Hoài Thủy sóng to đến 6, 7 thước, Vi Duệ thừa cơ đưa thủy quân cưỡi thuyền cao đến tập kích quân Ngụy trên cù lao, thuyền chở cỏ, đã rưới dầu, nhân gió phóng hỏa, vừa đốt cầu, vừa cho quân cảm tử xông lên nhổ rào chặt cầu. Khi ấy nước sông chảy mạnh, trong nháy mắt đã cuốn sạch cả cầu lẫn rào. Quân nhà Lương hăng hái xung sát, quân Ngụy vỡ tan, tranh nhau nhảy xuống nước, phần chết đuối phần bị chém chết, đến hơn 10 vạn. Nguyên Anh may mắn thoát thân, hai cánh quân của thống quân Lưu Thần Phù, Công Tôn Chỉ trong đêm giành cầu chạy trốn, Dương Đại Nhãn không sao ngăn được, đành đốt bỏ doanh trại mà đi. Lương quân thừa thắng truy kích, bắt được hơn 5 vạn địch quân. Đến đây thì trận chiến Chung Li đã kết thúc với thắng lợi thuộc về Lương quân.
Trận chiến Chung Li là thất bại quân sự đáng kể đầu tiên của Bắc Ngụy từ khi kiến quốc, Tuyên Vũ Đế rất tức giận. Tháng 8, các chủ soái như Nguyên Anh bị biếm làm thứ dân, Dương Đại Nhãn bị biếm làm lính ở Doanh Châu.

### Khôi phục tước vị
Giữa những năm Vình Bình (508 -512), Tuyên Vũ Đế nhớ đến công lao của Dương Đại Nhãn, lại bổ nhiệm ông làm chức Thí Thú Trung Sơn nội sử. Khi Cao Triệu đánh Thục, Tuyên Vũ Đế lo quân nhà Lương xâm phạm Từ, Dương, lại phong Dương Đại Nhãn làm Thái úy trưởng sử, Trì tiết, Giả Bình nam tướng quân, Đông chinh biệt tướng, phụ thuộc đô đốc Nguyên Dao, phòng ngự Hoài, Phì. Khi Dương Đại Nhãn đến kinh sư, người trong nước vẫn còn nhớ sự hùng dũng của ông ta, lại nghe nói đã được tái bổ nhiệm, đều rất cao hứng, khắp nơi nô nức ra đón.
Tháng 1 năm 515, khi Dương Đại Nhãn đến Tiếu Nam, Tuyên Vũ Đế qua đời, Hiếu Minh Đế Nguyên Hủ lên ngôi. Khi ấy tướng nhà Lương Khang Huyến ở Phù Sơn ngăn sông Hoài, dòm ngó Thọ Xuân. Tháng 3, Hiếu Minh Đế phong Dương Đại Nhãn làm Quang lộc đại phu, còn khôi phục phong ấp cho ông, lệnh cho ông soái các cánh quân ra giữ Kinh Sơn. Sau đó, ông cùng Tiêu Bảo Dần đánh lấy vùng Hoài Yển, nhưng không thắng được, bèn ở thượng lưu đào kênh khơi nước rồi về, được gia phong làm Bình đông tướng quân.

## Những giai thoại

### "Dương Đại Nhãn đến"
Dương Đại Nhãn xuất thân từ binh sĩ hạ cấp, nên hiểu được mà đồng tình với nỗi khổ của sĩ tốt, vì thế rất giỏi phủ dụ sĩ tốt, gọi họ là con; thấy họ bị thương, ông rơi nước mắt. Sau khi Dương Đại Nhãn làm đại tướng, vẫn đi trước sĩ tốt, xung phong phá trận, không chút do dự. Nhà Lương nhiều lần phái tướng lĩnh đánh Ngụy, không dám vượt sông, cũng vì trong lòng họ đều sợ ông. Đương thời trẻ con ở khoảng Hoài, Tứ, Miện, Kinh mà kêu khóc, người ta chỉ cần nói một tiếng: "Dương Đại Nhãn đến!", lập tức nín ngay.

### Mắt to như bánh xe
Em trai Vương Túc là Vương Khang khi mới hàng Ngụy từng nói với Dương Đại Nhãn rằng: "Tôi ở miền nam nghe danh của ngài, ngỡ mắt ngài to như bánh xe, giờ gặp được, lại thấy không có gì khác người." Dương Đại Nhãn đáp: "Đôi bên đối trận, cờ trống cùng ngóng, trợn mắt nhìn nhau, cũng đủ khiến cho ngài không dám nhìn rồi, cần gì phải to như bánh xe!?" Câu nói này đã cho thấy sự hùng tráng của ông.
Người thời ấy tán dương sự kiêu dũng của ông, cho rằng Quan Vũ, Trương Phi thời Tam Quốc cũng không sánh được. Nhưng khi ông đi đánh Hoài Yển, do chiến sự không như ý, khiến cho ông ta hỉ nộ vô thường, đánh đập sĩ tốt quá độ, nên trận chiến này không giành được thắng lợi.

### Nhĩ độc pháp
Dương Đại Nhãn không biết chữ, thường sai người đọc sách cho mình nghe, nghe xong đều nhớ hết. Ông ban bố mệnh lệnh, đều đọc cho người ta ghi chép, mà không có sai sót. Người đời sau gọi phương pháp đọc sách của ông là "nhĩ độc pháp".

## Trị nhậm Kinh Châu lần thứ 2
Về sau này, Dương Đại Nhãn lại nhậm chức Kinh Châu thứ sử, thường buộc cỏ làm người, cho mặc áo xanh, dùng làm bia để bắn tên. Rồi ông triệu tập các thủ lĩnh người Man đến, chỉ người cỏ mà nói: "Các ngươi nếu như làm giặc, ta sẽ giết chết như thế này!" Vừa vặn khi ấy, quận Bắc Dục có hổ dữ hại người, Dương Đại Nhãn tự mình đi tìm hổ, bắt được, chém đầu ở nơi chợ búa cho mọi người trông thấy. Vì việc này, người Man nói với nhau: "Dương công đáng sợ, thường lấy hình dáng người Man chúng ta làm bia mà bắn, ngay cả hổ dữ ở núi sâu cũng không bỏ qua." Người Man không dám cướp bóc như trước. Dương Đại Nhãn tại nhiệm được 2 năm thì mất.

## Gia đình
Vợ Dương Đại Nhãn là Phan thị, cũng giỏi cưỡi ngựa bắn cung, năm ấy đến quân doanh gặp Dương Đại Nhãn, không kể đánh trận hay săn bắn du ngoạn, đều vận nhung trang, theo Dương Đại Nhãn đi khắp nơi, hoặc là xung sát chiến trường, rong ruổi núi rừng, anh dũng phi thường. Sau khi hai vợ chồng trở về doanh trại, cùng ngồi với các tướng dưới trướng, trong lúc cười nói vui vẻ, Dương Đại Nhãn trỏ Phan thị nói với mọi người rằng: "Đây là Phan tướng quân."
Phan thị sinh ra ba con trai: trưởng là Tắng Sinh, thứ là Lĩnh Quân, ba là Chinh Nam. Cả ba đều có phong thái của cha.
Sau này Dương Đại Nhãn bị biếm ra Doanh Châu làm lính, Phan thị ở Lạc Dương tư thông với người khác. Khi Dương Đại Nhãn được tái bổ nhiệm, trở về kinh thành, con rể của vợ lẽ của ông ta là Triệu Duyên Bảo tố cáo việc này. Dương Đại Nhãn nổi giận, đem Phan thị giam lại rồi giết đi.
Người vợ kế của ông ta là Nguyên thị. Sau khi Dương Đại Nhãn mất, Tắng Sinh hỏi Nguyên thị ấn thụ của cha ở đâu. Nguyên thị đang mang thai, chỉ vào bụng mình, nói với Tắng Sinh rằng: "Công khai quốc sẽ do con của ta thế tập, các người là con nô tì, đừng có trông mong." Tắng Sinh thâm hận trong lòng. Khi tang của Dương Đại Nhãn đang trên đường về kinh, đóng trại ở phía đông thành. Giữa đêm canh hai, Triệu Duyên Bảo khai quan để tìm ấn thụ, ba anh em Tắng Sinh thấy chuyện quái lạ, liền hỏi lý do. Chinh Nam hận Triệu Duyên Bảo tố cáo chuyện của Phan thị, bắn chết Triệu Duyên Bảo. Nguyên thị sợ quá, nhảy xuống nước mà trốn, Chinh Nam giương cung muốn bắn, Tắng Sinh khuyên rằng: "Thiên hạ có người nào lại giết mẹ!" thì mới thôi.
Ba anh em đặt thi thể của Dương Đại Nhãn lên ngựa, từ Quan Trung mà đi. Người Kinh Châu sợ họ kiêu dũng, không dám đuổi theo. Anh em Tắng Sinh chạy khỏi Lạc Dương, đầu hàng nhà Lương, ở miền nam được phong hầu bái tướng.
Dương Đại Nhãn là trọng thần ở miền bắc, các con của ông ta lại làm hầu làm tướng ở miền nam. Có thể nói đây là tấn hài kịch của thời loạn.